# زينو كلاش
زينو كلاش (بالإنجليزية: Zeno Clash)‏، هي لعبة فيديو تشيلية، وهي من تطوير أيس تيم، صدرت اللعبة في الأسواق سنة 2009، وتعمل على منصتي مايكروسوفت ويندوز وإكس بوكس 360، وهي من نوع بيتم أب.